# オーボエとピアノのための幻想的小品
『オーボエとピアノのための幻想的小品』（デンマーク語: Fantasistykker for obo og klavier）作品2は、カール・ニールセンが作曲した室内楽曲。作曲者が1889年にデンマーク王立管弦楽団の第2ヴァイオリンの職を得てからまもなく書かれた。ひとつの作品番号にまとめられた2曲の初演は、1891年3月16日にコペンハーゲンの王立管弦楽団ソワレで行われた。オーボエは作品の献呈を受けたオリヴォ・クラウセ、ピアノはヴィクトー・ベンディクスが受け持った。

## 概要
イミーリェ・ディーマント・ハトは自著であるニールセンの楽曲リストにおいて、本作の第1曲である「アンダンテ」（後にロマンスに改称）は1889年11月30日、また「間奏曲」（後にユモレスクと改称）は1890年3月9日に完成されたと記載している。同文献からは、ロマンスが元来オーボエとオルガンのための作品として構想されたらしいことがわかる。1890年の夏季に、ニールセンはデンマーク音楽アカデミーで教えを請うたオーラ・ローセンホフに草稿を送っている。ローセンホフの返事は次のようなものだった。「ピアノパートのあちらこちらに少し修正を行いました。私が何を言っているかは簡単に見つけられるでしょう、ですが、もし変更について私と意見が合わないようであれば同じように容易に元の版に戻すことができます。」
変更は実際にピアノパートに対して行われていた。奨学金を得てドレスデンにいたニールセンは1890年の秋に校正刷りに目を通し、9月18日の日記に次のように記載している。「自分のオーボエ作品の校正を読みながら一日を過ごした。第2曲のある部分でイ音（Aの音）をいくつか削除せねばならず、今や『a bort, a bort』（Aどけ、Aどけ）と言うのである。私が自分の頭で生み出した子を堕胎するという冗談が、己を非常に強く押し出してくる。」わずか4日後に、ニールセンは自身とヴィクトー・ベンディクスがドレスデンの社交の場で本作を演奏したとしている。「まず我々はベンディクスのトリオを演奏した（私はヴァイオリンを弾いた）。美しい音楽作品だ!それからB.と私は私の2つのオーボエ小品を演奏した。これは実に私がこれまでに経験した中でも最大の大成功だった。」ニールセンがヴァイオリンでオーボエパートを弾いたことは間違いない。

## 構成
1. ロマンス　Andante con duolo、ト短調
2. ユモレスク　Allegretto scherzando 、ニ短調

演奏時間は第1曲が3分、第2曲が2分半。

## 評価
公開初演は1891年3月16日に王立管弦楽団ソワレで行われた。オーボエ奏者はオリヴォ・クラウセ、ピアニストはヴィクトー・ベンディクスであった。『Aftenbladet』紙は熱狂的であった。「新曲に関して、昨夜紹介されたのはカール・ニールセンのオーボエとピアノのための幻想的小品だった。この作品で若き才能豊かな作曲家は、楽曲の構造における優れた技術力及びオーボエの独特さに関するなかなかの知識を明らかにして見せた。カール・ニールセン氏が使用するのはありふれた、陳腐なモチーフではない。穏やかに、それでいて着実に彼は独自の道を進んでいる。こうした理由でこの若き芸術家の将来に大きな希望を託しておくことが出来る。オリヴォ・クラウセ氏は全体が平易なわけではないオーボエパートを十全な、美しい音色で吹き上げ、ヴィクトー・ベンディクス氏はピアノパートを趣味よく見事に弾きこなした。」『Politiken』紙も若い作曲家の「明確な作曲の才能」を称賛し、『Berlingske Tidende』はニールセンの「独奏楽器としてのオーボエの特性に関する詳細な知識」を特筆するとともに、終演時の「活気溢れる拍手」に言及した。
本作はニールセンの生前、その他様々な機会に演奏された。ハンス・ジットが編曲した、ロマンスのヴァイオリンと管弦楽のための版、並びにヴァイオリンとピアノのための版も同じく人気である。少なくとも一度はニールセン自身がヴァイオリニストを務めて演奏しており、彼は1926年にオーフス、シルケボー、オーデンセでオーケストラ版を指揮している。

## 楽曲
作曲から少なくとも20年以上が経過した後のプログラム・ノートに、ニールセンは次のような短い解説を執筆している。「2つのオーボエ作品は非常に若い作品番号です。第1の - 緩やかな - 曲により、オーボエは楽器として可能な限りの美しい音を歌い出す機会に恵まれることになります。第2曲はもっとユーモラス、やんちゃで、そこには月明かりの中にさらさらと音を立てる北欧の自然と森林が通底しています。」